# 何振清
何振清（?—?），廣西省賀縣人，清朝政治人物、進士出身。
光緒二十九年，辛丑壬寅併科會試第156名；光緒三十年，殿試登進士二甲156名，以主事分部學習。